# Palestinos
Palestinos (português brasileiro) ou palestinianos (português europeu) (em árabe: الشعب الفلسطيني, ash-sha`b al-filasTīni), também chamados de árabes palestinos/palestinianos (em árabe: الفلسطينيون, al-filasTīnīyyūn; em árabe: العرب الفلسطينيون, al-`Arab al-filasTīnīyyūn), são os integrantes de um povo mediterrâneo nativo do Levante, com origens familiares na Palestina (Territórios palestinos), ou seja, descendem das populações que habitam essa região há milênios.
Seu idioma é o árabe, possuindo um dialeto local, e a religião predominante é o islamismo sunita, mas existe uma importante minoria cristã. Boa parte dos palestinos que são cidadãos árabes de Israel são bilíngues, também falando o hebraico.
A identidade nacional palestina tem sido gradualmente afirmada desde a segunda metade do século XX e foi essencialmente esclarecida durante o conflito árabe-israelense, à medida que continuou na forma de um Conflito israelo-palestino. Os atuais palestinos exigem o reconhecimento por parte de Israel do Estado da Palestina.

## Etimologia
A região histórica da Palestina foi assim denominada pelos gregos e romanos por causa de um dos povos que habitavam essa área, os filisteus.

## Origem e genética
Os palestinos compartilham forte semelhança genética com os canaanitas, um conjunto de populações semitas que habitou o Levante durante a Idade do Bronze, como os fenícios, israelitas, moabitas e amonitas. Outras populações que contribuíram um pouco cada uma com o pool genético do povo palestino foram os povos do Sul da Europa e Anatólia (c. 1.000 a.C.), gregos (c. 300 a.C.) e povos do Cáucaso (domínio otomano).
Os palestinos são muito próximos geneticamente dos outros povos árabes levantinos, bem como também são próximos da maioria das populações judaicas.
Segundo Das et al. (2017), uma antiga origem levantina seria “predominante entre os populações modernas do Levante (por exemplo, beduínos e palestinos)", com base na análise de componentes principais (PCA) de DNA.
Em um estudo realizado com homens de todo o mundo, o geneticista Michael Hammer, da Universidade do Arizona, em Tucson, descobriu que o cromossomo Y dos árabes do Oriente Médio é “quase indistinguível do dos judeus”. A equipe da geneticista Ariella Oppenheim, da Universidade Hebraica de Jerusalém, realizou um estudo complementar ao anterior, com foco em judeus asquenazes e sefarditas e em árabes israelenses e palestinos; a conclusão é que estes homens têm “ancestrais comuns ao longo dos últimos milhares de anos”. “Estas descobertas coincidem com relatos históricos de que alguns árabes muçulmanos são descendentes de cristãos e judeus que viviam no sul do Levante, uma região que inclui Israel e o Sinai. Seriam descendentes de uma população central que vivia na região desde os tempos pré-históricos”

## História
O desenvolvimento e criação de uma identidade palestina foi gestado desde o século XIX, quando a região ainda era dominada pelo Império Otomano, mas a ideia de que os palestinos formam um povo distinto, mas integrado ao povo árabe, é relativamente recente, tendo se iniciado no período anterior a Primeira Guerra Mundial, no contexto da ascensão do nacionalismo árabe, sobretudo após a Revolução dos Jovens Turcos (1908).
As relações entre os judeus e palestinos durante o Mandato Britânico da Palestina eram tensas e, durante o domínio britânico, houve um conflito sectário entre ambos os grupos étnicos.
Durante a Guerra Civil no Mandato da Palestina e a Guerra de Independência de Israel, entre 1947 e 1949, mais de 600 mil palestinos (muito provavelmente mais de 700 mil) foram deslocados, no que os palestinos chamam de “Nakba”. Em torno de 200 mil palestinos migraram para países vizinhos, como Síria, Jordânia, Líbano e Iraque. Na época da criação de Israel, permaneceram ali cerca de 150 mil palestinos.
Após o êxodo de 1947-9 e, mais ainda, após o êxodo após a Guerra dos Seis Dias (1967), o termo “palestino” passou a significar não apenas um local de origem, mas também o sentido de um passado e um futuro compartilhados, na forma de um Estado palestino.
Durante os Acordos de Oslo (1993-4), foi criada a Autoridade Nacional Palestina (ANP), um autogoverno provisório palestino liderado pela Organização para a Libertação da Palestina (OLP), um conjunto de organizações políticas criado em 1964 por Yasser Arafat e que visa representar o povo palestino internacionalmente.

## Situação recente e atual
Na região que inclui Israel, Cisjordânia e Faixa de Gaza, em 2004, os palestinos constituíam 49% de todos os habitantes, alguns dos quais são classificados como deslocados internos, isto é, dentro da Palestina histórica. O restante constituiu a diáspora palestina, sendo mais da metade formada por refugiados apátridas, isto é, desprovidos de cidadania em qualquer país. Destes palestinos exilados, cerca de 1,9 milhão vivem na vizinha Jordânia, 1,5 milhão vivem entre a Síria e o Líbano, 250 mil na Arábia Saudita, enquanto os 500 mil que vivem no Chile formam a maior concentração de palestinos fora do mundo árabe.